# Schlachtgeschwader 2 »Immelmann«
Schlachtgeschwader 2 »Immelmann« (dobesedno slovensko: Bojni polk 2 »Immelmann«; kratica SG 2 oz. SchlG 2) je bil jurišni letalski polk (Geschwader) v sestavi nemške Luftwaffe med drugo svetovno vojno.

## Zgodovina
Polk je bil sprva opremljen z letali Fw 190 in Hs 129. Septembra 1943 je bil polk razpuščen; štab in II. skupina sta bila dodeljena novoustanovljenemu Schlachtgeschwader 4, medtem ko je bila I. skupina dodeljena Schlachtgeschwader 10.
Polk je bil ponovno ustanovljen 18. oktobra 1943 s preimenovanjem Stuka-Geschwader 2. Polk je uporabljal letala Fw 190 in Ju 87.

## Organizacija
1942 - 1943
- štab
- I. skupina
- II. skupina

1943 - 1945
- štab
- I. skupina
- II. skupina
- III. skupina

## Vodstvo polka
Poveljniki polka (Geschwaderkommodore)1942 - 1943
- Major Wolfgang Schenk: december 1942

Poveljniki polka (Geschwaderkommodore)1943 - 1945
- Hauptmann [[Alwin Boerst]: 1. november 1943
- Hauptmann [[Kurt Lau]: 1. maj 1944
- Hauptmann [[Herbert Bauer]: 23. november 1944